# Paraísos celtas
Os paraísos celtas ou Outro Mundo da mitologia celta é o reino dos mortos, o lar das divindades ou a fortaleza de outros espíritos e entidades tais como os Sídhe. Os contos e o folclore o descrevem como existindo além do mar ocidental, subterrâneo (como nas colinotas Sídhe) ou ao lado do mundo dos vivos, mas invisível para a maioria dos humanos.